# Li Shufang
Li Shufang, född den 6 maj 1979 i Qingdao, Kina, är en kinesisk judoutövare.
Hon tog OS-silver i damernas halv mellanvikt i samband med de olympiska judotävlingarna 2000 i Sydney.